# 中麝鼩

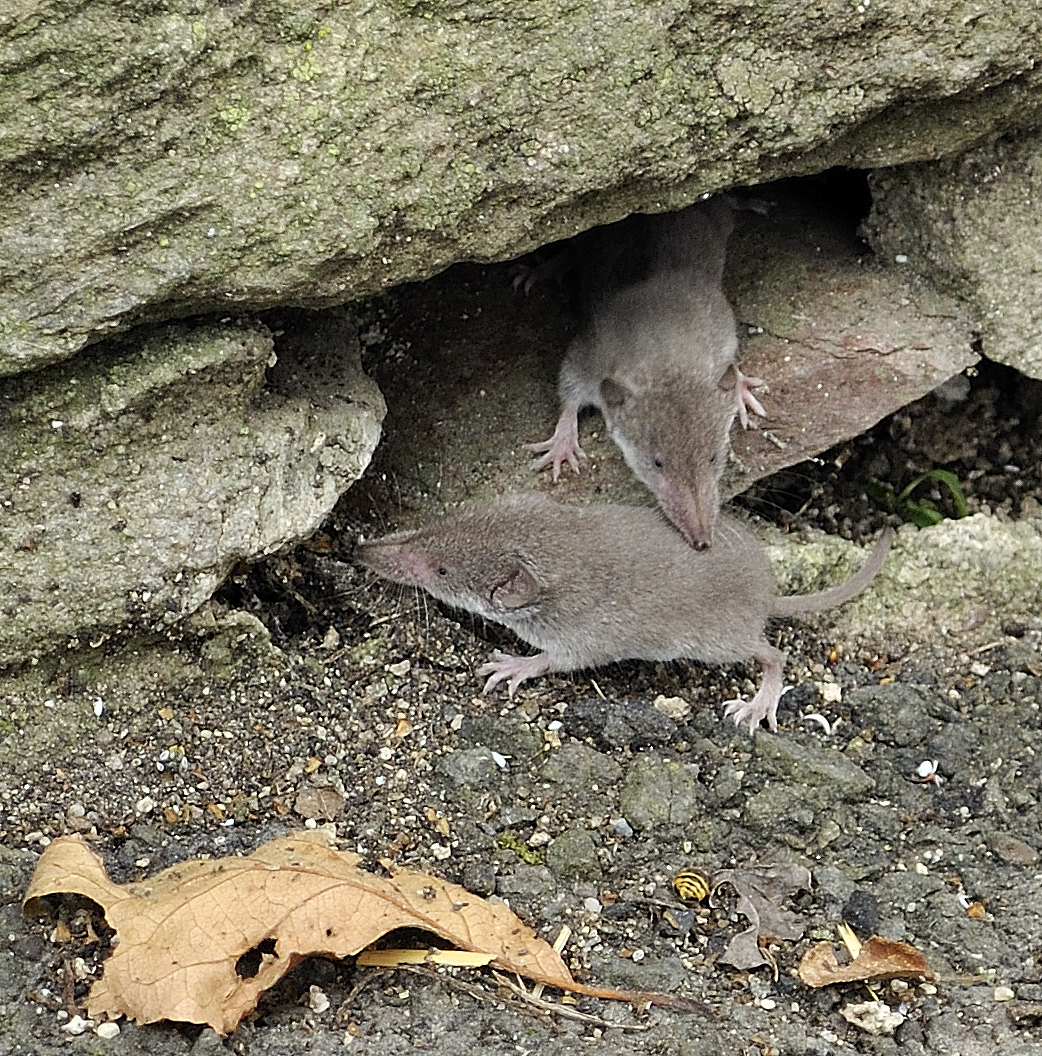
Crocidura russula.

中麝鼩（学名：Crocidura russula）为鼩鼱科麝鼩属的动物。分布于欧亚大陆各地和非洲北部，包括中国大陆，广西、海南、云南、四川等地，多栖息于水边草甸以及村庄农田。该物种的模式产地在法国斯特拉斯堡。

## 亚种
- 中麝鼩滇南亚种（学名：Crocidura russula rapax），G. Allen于1923年命名。在中国大陆，分布于广西、海南、云南（南部）等地。该物种的模式产地在云南。[3]
- 中麝鼩丽江亚种（学名：Crocidura russula vorax），G. Allen于1923年命名。在中国大陆，分布于云南（西北部）、四川等地。该物种的模式产地在云南丽江地区雪山。[4]